# Dourados
Dourados és un municipi i ciutat de l'estat brasiler de Mato Grosso do Sul fundada el 1935. El 2016 tenia 215.486 habitants.

## Demografia
| Població de Dourados per any | Població de Dourados per any |
| ---------------------------- | ---------------------------- |
| 1940                         | 14.985                       |
| 1950                         | 22.834                       |
| 1960                         | 84.955                       |
| 1970                         | 79.186                       |
| 1980                         | 106.483                      |
| 1991                         | 135.984                      |
| 1996                         | 153.191                      |
| 2000                         | 164.700                      |
| 2005                         | 183.096                      |
| 2010                         | 196.068                      |
| 2014                         | 210.218                      |
| 2020                         | 225.495                      |